# 帕圖卡國家公園
14°25′55″N 85°26′47″W / 14.43194°N 85.44639°W
帕圖卡國家公園是洪都拉斯的國家公園，位於該國東南部奧蘭喬省，處於特古西加爾巴以東210公里，成立於1999年1月1日，面積3,756平方公里，每年平均降雨量1,973毫米。